# Hałuszczyńce
Hałuszczyńce est une bourgade rurale polonaise créée en 1745, maintenant village ukrainien du nom de Галущинці (Halushchyntsi) dans l'oblast de Ternopil.

## Histoire
Avant la création du village d'Haluszczynce les terres appartenaient à un seigneur local et étaient exploités par des sujets du propriétaire (submiti) et des travailleurs agricoles (mercenarium) selon un système féodal. À la fin du XVIIIe le village comporte une centaine d'habitations, pour doubler à la fin du XIXe et tripler avant 1920 .
Après la première Insurrection de Novembre 1830, des membres du Comité national polonais (1831) réfugiés en France eurent comme ambition de libérer la Galicie alors autrichienne. Cette manœuvre connut un échec les paysans exécutant 500 nobles locaux et incendiant leurs manoirs lors des massacres de Galicie de 1846.
Le servage fut aboli dans la partie autrichienne en 1848.
Avant la Première Guerre mondiale de nombreuses familles émigrèrent vers le Brésil, le Canada, les États-Unis et la France. Après la révolution soviétique de 1917, d'autres suivirent leurs traces.
Pendant la Seconde Guerre mondiale le Pacte germano-soviétique aboutit à un nouveau partage et les Polonais furent persécutés d'un côté par les Allemands et de l'autre par les communistes coupables du massacre de Katyń dont ils accusèrent les nazis. Les familles des victimes furent déportées en Sibérie et après leur libération et un passage soit en Palestine, Iran, Afrique ou Mexique continuèrent la diaspora.

## Diaspora
Les principaux patronymes de la diaspora sont Pytel (Brésil, USA, Canada, France, Angleterre), Kordas (USA, Canada), Iskierski (USA, France, Canada), Patron (USA), Kulpa (USA), Dyba (USA), Cruszcz.

## Personnalités
- Casimier Antoine Raphael Dzierzanowski (pl)  (1872-1940) général polonais exécuté par le NKVD
- Tzsi Herman (Mendel) Jawetz (1878-1942) activiste sioniste mort dans le ghetto de Przemyśl
- Bronislaw Mirecki (pl) (1903-1986), prêtre décédé à Haluszczynce [4]

## Religions

cultes
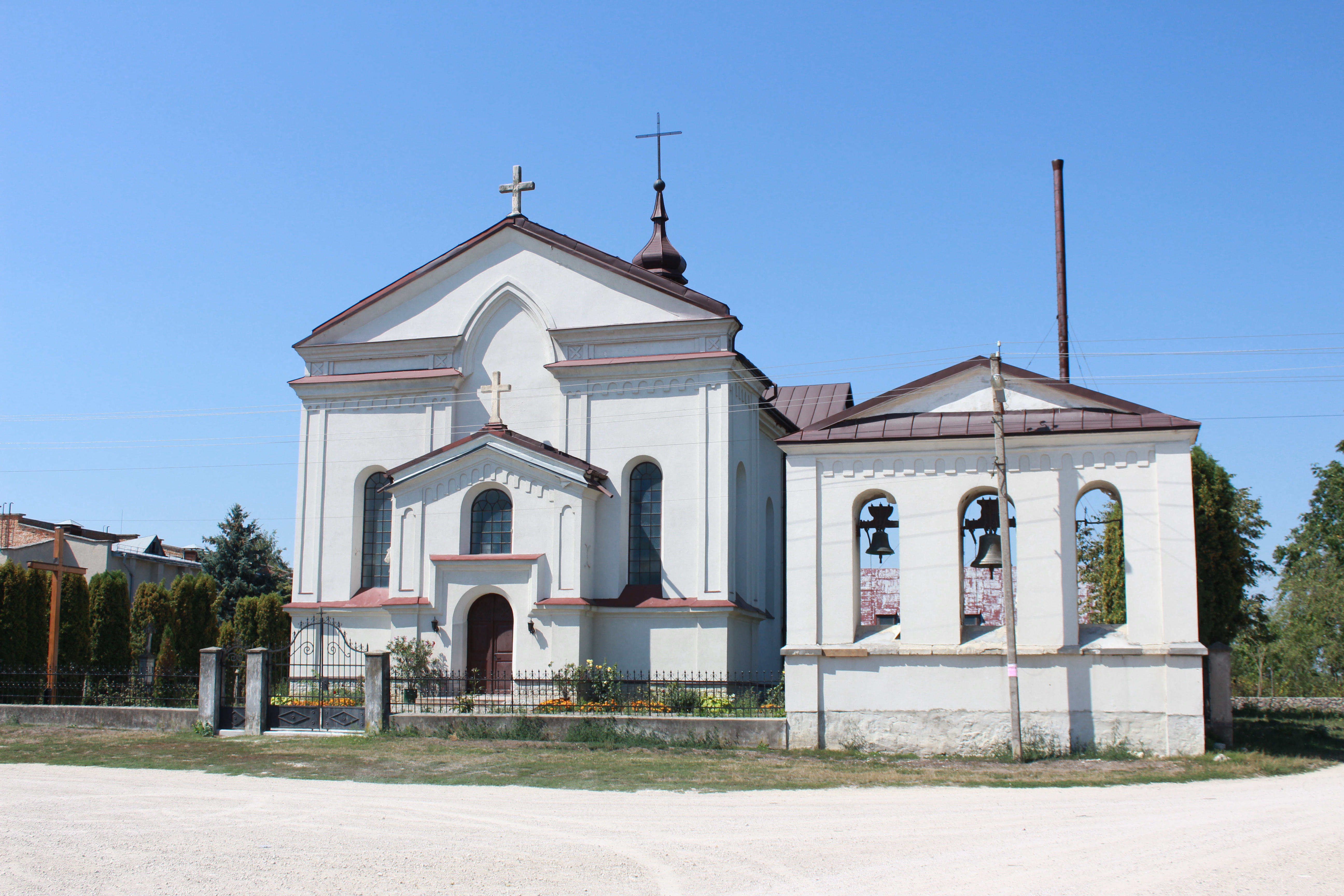
Saint-Jean-Baptiste (culte catholique romain)
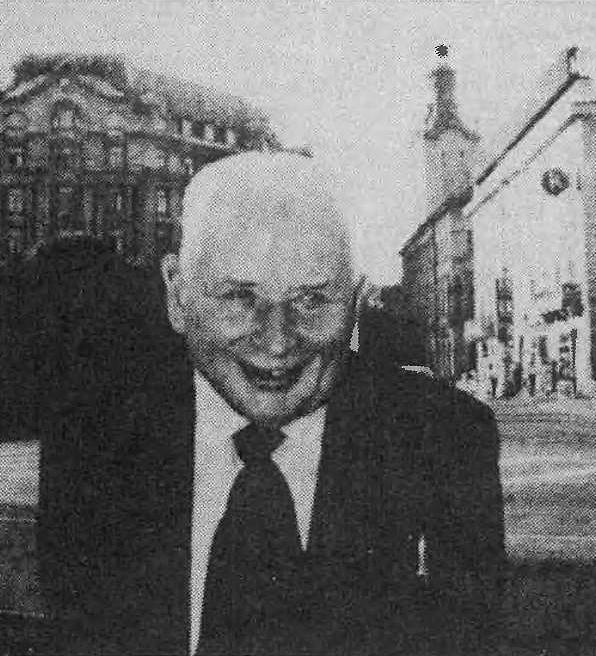
Bronislaw Mirecki (1903-1986) prêtre catholique
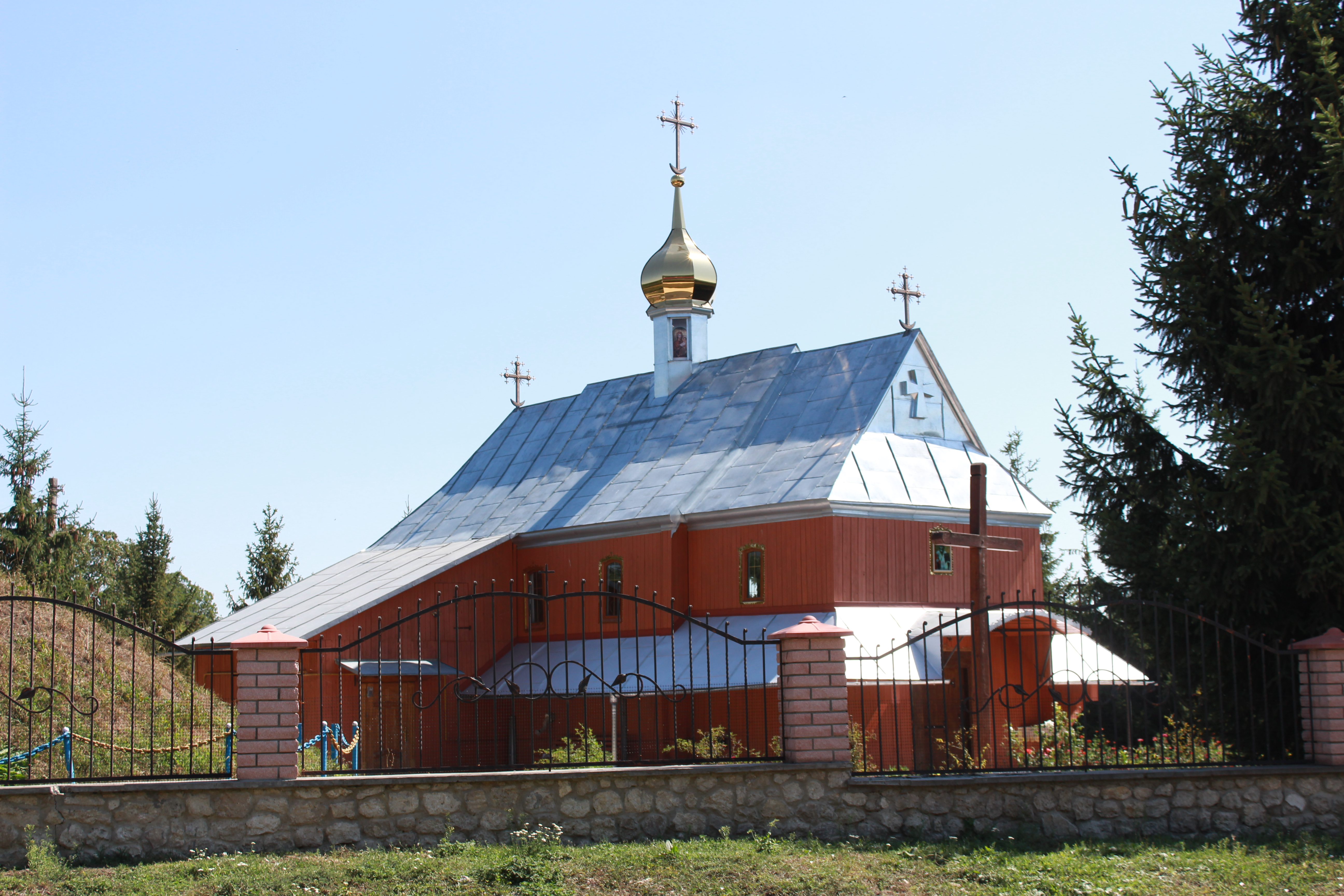
Saint Nicolas (culte orthodoxe)

- Saint Jean Baptiste (culte romain catholique) 1868[5]
- Saint Nicolas (Culte orthodoxe) 1754
- Saint Nicolas (Culte orthodoxe) 2011

## Source
- https://irp.te.ua/halushchyntsi-pidvolochyskyj-rajon-ternopilska-oblast/